# (500312) 2012 RN4
(500312) 2012 RN4 es un asteroide perteneciente al cinturón de asteroides, descubierto el 3 de noviembre de 2007 por el equipo del Mount Lemmon Survey desde el Observatorio del Monte Lemmon, Arizona, Estados Unidos.

## Designación y nombre
Designado provisionalmente como 2012 RN4.

## Características orbitales
2012 RN4 está situado a una distancia media del Sol de 3,140 ua, pudiendo alejarse hasta 3,451 ua y acercarse hasta 2,829 ua. Su excentricidad es 0,098 y la inclinación orbital 13,39 grados. Emplea 2032,80 días en completar una órbita alrededor del Sol.
El próximo acercamiento a la órbita terrestre se producirá el 20 de mayo de 2182.

## Características físicas
La magnitud absoluta de 2012 RN4 es 16,3.